# Parc provincial Kakabeka Falls
Le parc provincial Kakabeka Falls (anglais : Kakabeka Falls Provincial Park) est un parc provincial de l'Ontario situé dans le district de Thunder Bay. Il protège les chutes Kakabeka, chutes de 40 m  qui représentait un important portage sur la route menant de Fort William (Thunder Bay) à Fort Garry (Winnipeg).

## Toponymie
Le terme « Kakabeka » provient de l'ojibwé gakaabikaa, qui signifie « chute sur une falaise ».

## Géographie
Le parc a une superficie de 5 km2. La comprend les chutes Kakabeka, des chutes de 40 m de haut située sur la rivière Kaministiquia, ainsi que les terrains entourant celles-ci. Il est situé à 30 km à l'ouest de Thunder Bay, sur le territoire la municipalité de Oliver Paipoonge, elle-même située dans le district de Thunder Bay.

## Histoire
Le parc Kakabeka Falls a été inauguré en 1967. 